# Aleksander II. (kip v Helsinkih)
Aleksander II. je monumentalni kip na Senatnem trgu v središču Helsinkov na Finskem.
Glavna figura na kipu prikazuje velikega finskega vojvodo Aleksandra II., ki govori na finskem parlamentu leta 1863, ki ga je zbral, oblečen v uniformo častnika strelskega bataljona finske garde. Kip vključuje tudi štiri alegorične skulpture, ki predstavljajo štiri različne vrline (latinsko:zakon - Lex, delo - labor, mir - pax in svetlobo - lux).
Spomenik je bil odkrit aprila 1894 po naročilu države in sta ga oblikovala Johannes Takanen in Walter Runeberg. Razkritje je bilo velika domoljubna demonstracija v spomin na carja Aleksandra II. Ruskega, ki je bil ključnega pomena pri vzpostavitvi finske državnosti, prve finske ustave, ki je finščini prvič v zgodovini podelil uradni status in ki se ga Finci spominjajo kot liberalnega vladarja, ki je podpiral omejitve carjeve avtokracije.
Med rusifikacijo Finske, ki jo je leta 1899 začel ruski Nikolaj II. Ruski - vnuk Aleksandra II. - je kip postal prizorišče protiruskih demonstracij, v spomin na Aleksandra II., ki je postal populariziran kot 'car osvoboditelj'.
Trenutno sta zunaj Rusije na javnih površinah samo dva spomenika Aleksandru II. Drugi je spomenik carju osvoboditelju v Sofiji, glavnem mestu Bolgarije. Skulptura Marka Antokolskega je na dvorišču Kijevske nacionalne galerije slik v Kijevu v Ukrajini. V parku Ševčenko v Odesi v Ukrajini je monumentalni steber.

## Zgodovina

### Kontekst
Car Aleksander II. (1818–1881) je bil vladar, ki so ga Finci imeli radi, čigar vladavina in vpliv sta pripomogla k pomembnim družbenim spremembam. Umrl je leta 1881 kot žrtev bombnega atentata, leta 1884 pa je finski parlament razpisal natečaj za spomenik na Senatnem trgu. Na natečaj so bili povabljeni vsi tedanji ugledni finski kiparji.
To je bil prvi natečaj za kiparsko oblikovanje na Finskem. Ob podpori kmečkega stanu je zmagal Johannes Takanen z Walterjem Runebergom na drugem mestu, zato se je odbor natečaja odločil, da nalogo končne skulpture dodeli obema tekmovalcema. Vendar je Johannes Takanen umrl leta 1885, zato je naloga dokončanja skulpture v celoti padla na Runeberga, ki je združil Takanenove zamisli s svojimi.
Postavitev kipa na točno lokacijo je zahtevala natančno delo. Po mnenju strokovnjakov naj bi bil kip nameščen v središču trga v liniji z glavnimi vhodnimi vrati v senat in Univerzo v Helsinkih. Tako je bilo treba zadevo rešiti v mestnem svetu Helsinkov, ki je za kip določil 211 kvadratnih metrov velik prostor v središču trga.

### Praznovanje cesarja
Kip je bil razkrit na carjev rojstni dan 29. aprila 1894. Časopisi so že nekaj dni pred razkritjem zagotovili javnosti, da je »slavje carja postalo skupno praznovanje po vsej državi. Vsa nesmiselna prepiranja so zdaj odpadla; celotno ljudstvo zdaj stoji kot eno, da izkaže svoje spoštovanje do spomin na plemenitega carja.«
Dan odkritja je postal razširjena domoljubna demonstracija. Tristo mest in podeželskih občin je poslalo svoje predstavnike na dogodek s cvetličnimi voščili. Dogodka se je udeležilo 30 tisoč ljudi, dogodek pa so obeležili tudi marsikje drugje.

## Kip
Spomenik predstavlja realizem, značilen za svojo dobo. Bronasti kip je sestavljen iz figure Aleksandra II. in štirih alegoričnih figur na dnu kipa, ki predstavljajo zakon (latinsko Lex), delo (labor), mir (pax) in svetlobo (lux). Podstavek ima skupaj osem človeških in živalskih figur. Lik Aleksandra II., ki stoji na vrhu podstavka iz rdečega granita, je upodobljen v uniformi častnika strelskega bataljona finske garde, ki ima govor na finskem parlamentu leta 1863. Ker je bila natečajni komisiji všeč tako Takanenova skica figure cesarja kot Runebergove zamisli za figure na podstavku, je Runeberg izklesal dejanski kip po Takanenovi skici, vendar mu je dodal sekundarne like, ki jih je oblikoval sam, in podstavek.
Na južnem robu podstavka je Zakon, boginja pravice s svojimi levi, ki držijo meč in ščit. Na zahodnem robu, nasproti glavne stavbe Univerze v Helsinkih, je Delo, kmečki par, od katerega moški drži sekiro, ženska pa koso in snop pšenice. Na severnem robu, ki gleda proti Helsinški stolnici, je Mir, boginja miru, obdana z golobi. Na vzhodnem robu, obrnjena proti vladni palači, je Svetloba, sestavljena iz dveh figur: boginje, ki drži spektrometer, ki simbolizira znanost in keruba, ki drži liro, ki simbolizira umetnost.
Letnica 1863, napisana na podstavku, spominja na ponovno vzpostavitev finskega parlamenta po polstoletnem premoru.
Med desetimi grbi, ki predstavljajo zgodovinske regije Finske, je tudi grb okraja Kexholm, ki prikazuje goreči grad. Grba na vsaki strani podstavka sta geografsko usmerjena: proti jugu pod Zakonom: Uusimaa in Tavastia; na zahodu pod Delom: Satakunta, osrednja Finska in Åland; na severu pod Mirom: Laponija in Ostrobotnija; in na vzhodu pod Svetlobo: Kexholm (sedanji Priozersk v Rusiji), Savonija in Karelija.
Figura Aleksandra II. je visoka 3,23 metra, sekundarne figure na podstavku pa 2,3 metra. Skupna višina spomenika je 10,67 metra.
- Cel kip
- Skulptura Mir na severnem robu podstavka
- Skulptura Delo na zahodnem robu podstavka
- Pogled na kip s severa

### Skulptura Zakon
Najbolj znan del spomenika je skulptura Zakon na podstavku, katere figure so kasneje razlagali kot Finsko dekle in lev na finskem grbu. Podobna ženska figura, oblečena v ogrinjalo iz medvedje kože kot poosebitev Finske, je bila prej predstavljena na podstavku kipa Johana Ludviga Runeberga, ki ga je leta 1885 izklesal Walter Runeberg v parku Esplanadi v Helsinkih.
Kip, ki ščiti ustavo na podstavku kipa Aleksandra II., je bil politično drzna alegorija, ki je motila gibanje Fennoman.
Pozneje sta bili narejeni dve mavčni kopiji kipa v enaki velikosti, od katerih je bila ena postavljena na glavno stopnišče senata, druga pa na mestu takratnega finskega parlamenta, najprej v hiši Helsinško prostovoljno gasilsko društvo in nato v hiši Heinola. Kip je bil nameščen v dvorani za sedežem govornika. Prvotno je bilo predvideno, da bi bil tudi v novi stavbi parlamenta, vendar je bilo odločeno, da ne sme vsebovati umetnin iz obdobja Velikega vojvodstva. Tako je bila skulptura Zakon prestavljena v vladno sejno dvorano predsedniške palače namesto nekdanjega vladarskega prestola, kjer je še danes. Med transportom so morali glavo Finskega dekleta odžagati.
- Ilustracija v knjigi Finska v 19. stoletju iz leta 1893
- Skulptura Zakon na južni strani podstavka
- Voditelji vlade so se zbrali v vladni dvorani predsedniške palače leta 2001. V ozadju je Runebergova skulptura Zakon
- Različica kipa Lex v Stanovski hiši

## Sprejem
Poleg odkritja leta 1894 je kip Aleksandra II. postal tudi oder za velike demonstracije med rusificiranjem Finske, ki se je začelo leta 1899. Helsinčani so protestirali proti poskusom rusifikacije Nikolaja II. tako, da so na kip »dobrega« postavili preveliko količino rož na kip dobrega carja Aleksandra II.. Aleksander II. je postal priljubljen cesar s pomočjo plakatov, razglednic in uokvirjenih fotografij slik kipa.
Potem ko je Finska postala popolnoma neodvisna, so si nacionalistična gibanja prizadevala izbrisati sledi ruskega vpliva v Helsinkih. Kolumna, objavljena v Uusi Suomi poleti 1918, je zahtevala odstranitev kipa ruskega »osvajalca, sovražnega do naše domovine« in da bi ga morali postaviti v muzej. Te zahteve niso bile uresničene.
Januarja 1931 je gibanje Lapua zagrozilo, da bo odstranilo spomenik velikemu knezu iz ruskega obdobja. Ta grožnja je bila povezana s ciljem gibanja Lapua, da manipulira s predsedniškimi volitvami s spodbujanjem intenzivnega nacionalizma, vendar je to naletelo na širok odpor. Tisk je to parodiral z besedami, da bi bilo dosledno odstraniti tudi sliko švedskega kralja Gustava III. iz okrožnega sodišča Vaasa ter kip Pera Braheja, grad Turku in stolnico Turku kot opomnike na švedsko vladavino. Leta 1935 je bilo predlagano, da se kip Aleksandra II. odstrani s Senatnega trga in nadomesti s kipom Aleksisa Kivija pred glavno stavbo univerze in kipom Carla Gustafa Emila Mannerheima pred vladno palačo.
Kip Aleksandra II. je bil v skupini 1 v zaščitni hierarhiji, narejeni med zimsko vojno.
Leta 1942 so velike skupine študentov Univerze v Helsinkih zahtevale, da se kip Aleksandra II. premakne stran od Senatnega trga in nadomesti z nacionalnim kipom svobode. Uničen doprsni kip Aleksandra I. je bil pred tem odstranjen iz slavnostne dvorane univerze, kjer ga je nadomestil marmorni relief Wäinöja Aaltonena, ki je bil kasneje uničen v bombardiranju Helsinkov v drugi svetovni vojni leta 1944. Po besedah Erika Kruskopfa »V tem pogovoru je bilo povedanega marsikaj, tudi to, da bi morda lahko sprejeli Rusa pred cerkvijo, saj je na njeni strehi dvanajst Judov.«